# Radiohead Box Set
Radiohead Box Set é uma colecção dos seis álbuns de estúdio e de um gravado ao vivo pela banda Radiohead, lançado a 10 de Dezembro de 2007.
A box foi disponibilizada em CD, download digital e numa USB de 4GB.

## Conteúdo
- Pablo Honey
- The Bends
- OK Computer
- Kid A
- Amnesiac
- I Might Be Wrong: Live Recordings
- Hail to the Thief